# Kiwi (marca comercial)

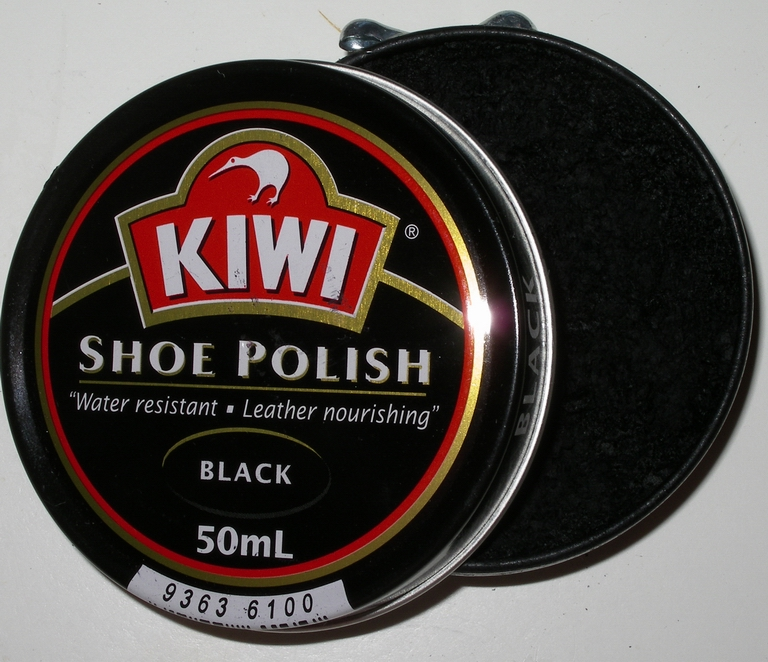
Betún kiwi

Kiwi es una marca comercial de betún para calzado creada en Australia en 1906, que en los últimos años se distribuye en más de doscientos países alrededor del mundo. Adquirida por la corporación Sara Lee en 1984, es la marca dominante en varios países, entre ellos el Reino Unido y los Estados Unidos, donde representa el 65 % del mercado.
El betún para calzado de esta empresa fue desarrollado por William Ramsay, un inventor escocés radicado en Australia, que eligió el nombre de la marca en honor de su esposa, Annie Elizabeth Meek Ramsay, nativa de Nueva Zelanda, cuyos habitantes son conocidos coloquialmente como kiwi.
La difusión mundial de la marca logró un gran impulso cuando el producto fue adoptado por los ejércitos británico y estadounidense durante la Primera Guerra Mundial. 